# Un caïd
Pour les articles homonymes, voir Caïd (homonymie) et Un caïd (roman).
Pour plus de détails, voir Fiche technique et Distribution.
Un caïd (titre original : King Rat) est un film américain réalisé par Bryan Forbes, sorti en 1965. Il est adapté du roman éponyme Un caïd (1962) de James Clavell.

## Fiche technique
- Titre français : Un caïd
- Titre  original : King Rat
- Réalisateur : Bryan Forbes
- Scénariste  : Bryan Forbes et James Clavell d'après son roman Un caïd
- Producteur : James Woolf
- Musique : John Barry
- Photographie : Burnett Guffey
- Montage : Walter Thompson
- Décors :  Robert Emmet Smith
- Direction artistique : Robert Emmet Smith
- Décorateur de plateau : Frank Tuttle
- Société de production :  Coleytown
- Pays de production  :  États-Unis
- Genre : Film dramatique, Film de guerre
- Durée : 134 minutes
- Dates de sortie : 
  - États-Unis : 27 octobre 1965
  - Royaume-Uni : 2 décembre 1965 (Londres) / 24 janvier 1966 (sortie nationale)
  - France : 7 janvier 1966

## Distribution
- George Segal : Corporal King
- Tom Courtenay : Lieutenant Robin Grey
- James Fox : Marlowe
- Todd Armstrong : Tex
- Patrick O'Neal : Max
- Denholm Elliott : Lt. G.D. Larkin
- James Donald : Dr. Kennedy
- John Mills : Smedley-Taylor
- Gerald Sim : Jones
- Leonard Rossiter : McCoy
- John Standing : Capitaine Daven
- Alan Webb : Colonel Brant
- John Ronane : Hawkins
- Sammy Reese : Kurt
- Michael Lees : Stevens
- Wright King : Brough
- Hamilton Dyce : Le prêtre
- Joe Turkel : Dino
- John Merivale : Colonel Foster
- Geoffrey Bayldon : Vexley
- Reg Lye : Tinker Bell
- Arthur Malet : Sergent Blakeley
- Hedley Mattingly : Dr. Prudhomme
- Dale Ishimoto : Yoshima
- John Levingston : Myner
- Teru Shimada : Le général japonais
- Richard Dawson : Weaver
- John Warburton : Le Commandant